# Whangamatā
Whangamatā ist eine kleine Stadt und Seebad im Thames-Coromandel District der Region Waikato auf der Nordinsel von Neuseeland.

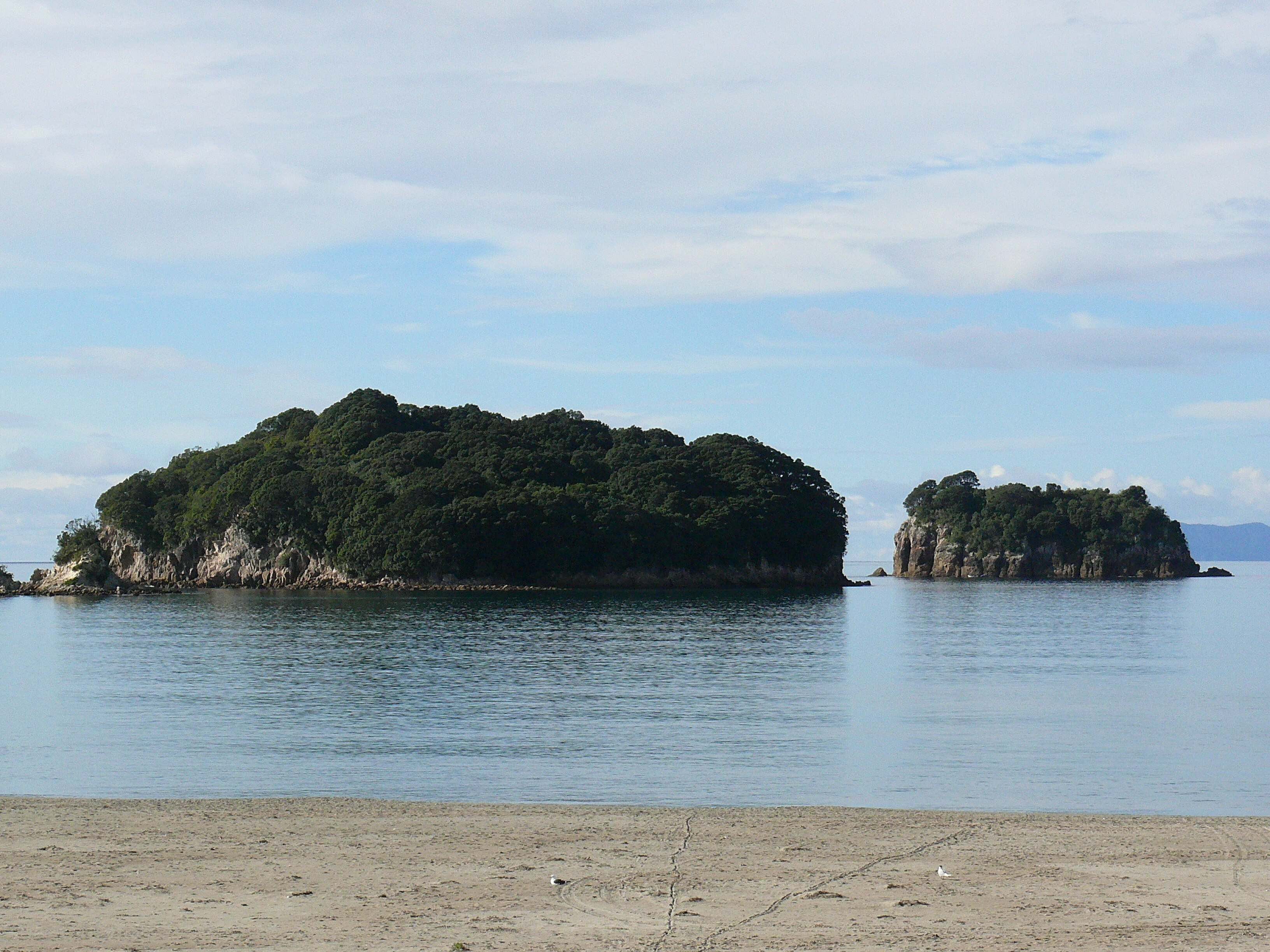
Hauturu und Whenuakura Island vom Whangamata Beach aus gesehen

## Namensherkunft
Der Name der Stadt bedeutet in der Sprache der Māori so viel wie „der Hafen des Obsidian“. Obsidian entsteht bei der raschen Abkühlung von Lava durch Wasser.

## Geographie
Die Stadt befindet sich rund 30 km südostöstlich von Thames und rund 20 km nördlich von Waihi, zwischen dem Whangamatā Harbour auf der nördlichen Seite der Stadt und dem Otahu River als südliche Grenze. Westlich von Whangamatā führt der New Zealand State Highway 25 vorbei nach Norden und verbindet die Stadt mit den an der östlichen Küste der Coromandel Peninsula liegenden Orte. Nach Süden ist auf direktem Weg Waihi zu erreichen. Westlich des Highways erheben sich die Bergspitzen der in diesem Bereichs zwischen 400 m und rund 850 m hohen Bergketten der Coromandel Range.
Vor der Küste befinden sich vier kleine Inseln. Die größte und nördlichste Insel ist Hauturu Island, auch Clark Island genannt, die bei Ebbe auf einer Strecke von rund 500 m durch Waten erreichbar ist. Sie hat eine Ausdehnung von 430 m mal 280 m. Whenuakura Island, auch Donut Island genannt, liegt rund 900 m östlich des südlichen Teils des Whangamata Beach. Auf der Insel, die eine Größe von 236 m mal 150 m besitzt, befindet sich eine große, eingebrochene Meeresgrotte, die einen kleinen Strand im Inneren der ringförmigen Insel bildet, daher ihr Alternativname. Auf der Insel lebten bis vor wenigen Jahren Brückenechsen. Den südlichen Abschluss der Inseln bildet die 120 m mal 63 m große Rawengaiti Island. Die vierte Insel ist lediglich 36 m im Durchmesser und befindet sich zwischen den beiden Erstgenannten.

## Bevölkerung
Zum Zensus des Jahres 2013 zählte der Ort 3471 Einwohner, 2,4 % weniger als zur Volkszählung im Jahr 2006, doch kann die Bevölkerungszahl des Ortes über die Weihnachtszeit im Sommer wegen der Ferienzeit auf um die 60.000 ansteigen.

## Bildungswesen
Die Stadt verfügt mit der Whangamata Area School über eine Composit School mit den Jahrgangsstufen 1 bis 15. Im Jahr 2017 besuchten 435 Schüler die Schule.

## Tourismus
Die Stadt verfügt über einen rund 3,6 km langen Strand, der sich über zwei fast gleich große Buchten hinzieht. An der Nordostseite von Whangamatā liegt der Yachthafen der Stadt, der über den Whangamatā Harbour Zugang zum Pazifischen Ozean findet.